# Éviankonferensen
Éviankonferensen hölls den 6–15 juli 1938 i Évian-les-Bains på initiativ av USA:s president Franklin D. Roosevelt. Representanter för 32 länder under Myron Charles Taylors ordförandeskap diskuterade en enhetlig plan för hjälpen åt flyktingar från Tyskland och Österrike. Syftet var att ordna en internationellt organiserad utvandring av politiska flyktingar, offer för nazistregimen, och att lösa de förföljda tyska judarnas bosättningsproblem i främmande länder.

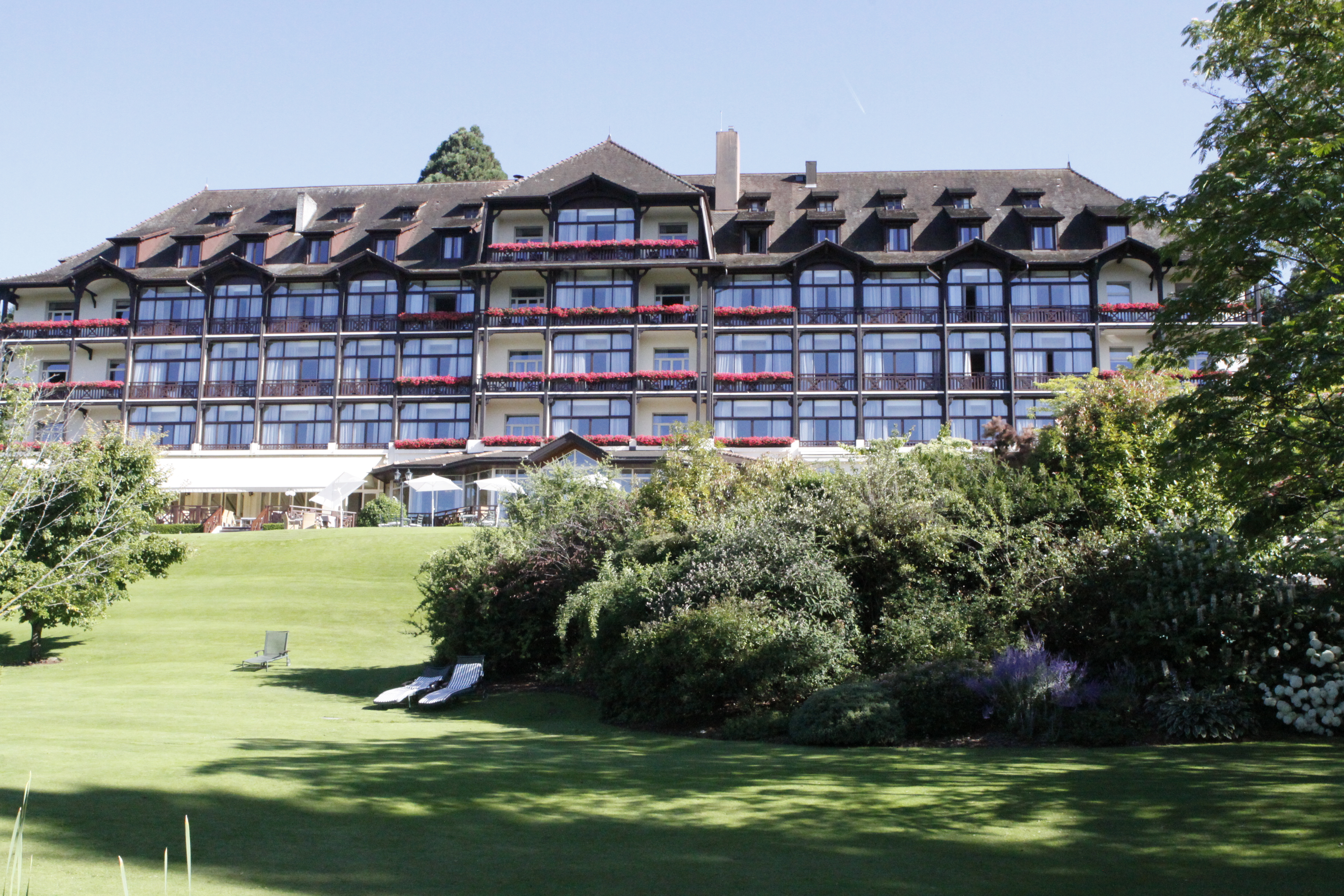
fr, där konferensen genomfördes (bild från 2012)

Inför konferensen framlagda rapporter visade, att redan vid denna tidpunkt 125 000 personer hade flytt från Tyskland och Österrike. Antalet som på grund av ras- och religionsförföljelse eller av politiska skäl behövde utvandra uppskattades samtidigt till 700 000. Grannländernas regeringar meddelade att de inte kunde omhänderta flera flyktingar såvida de inte befriades från dem som redan hade mottagits. Trots den humanitära krisen och det ökade förtrycket mot judar under naziregimen, resulterade Eviankonferensen inte i några konkreta åtaganden från deltagande länder att öppna sina dörrar för de judiska flyktingarna. Många länder var över lag ovilliga att ta emot ett betydande antal flyktingar av olika skäl, inklusive ekonomiska, politiska och rasistiska skäl. 
Med undantag av Dominikanska republiken, som erbjöd sig att placera 100 000 personer i sitt jordbruk, ville ingen regering i Évian lova att öppna fristad för centraleuropeiska flyktingar. Man hyste på flera håll farhågor för att dessa vinddrivna människor skulle dra med sig politiska och sociala konflikter. Olika judiska grupper hade olika syn på vad som skulle ske, vilket orsakade konflikter och förvirring. Sionistledarna Chaim Weizmann och David Ben-Gurion från vad idag är Jewish Agency for Israel var båda starkt emot att judar skulle tillåtas komma in i västländerna och hoppades att trycket från hundratusentals flyktingar som inte hade någonstans att ta vägen skulle tvinga Storbritannien att öppna Palestina för judisk invandring. På ett liknande sätt vägrade Abba Hillel Silver från United Jewish Appeal att hjälpa till med vidarebosättning av judar i USA och sade att han inte såg "något särskilt gott" i vad konferensen försökte uppnå.
Deltagande länder:  Argentina, Australien, Belgien, Bolivia, Brasilien, Canada, Chile, Colombia, Costa Rica, Danmark, Dominikanska republiken, Ecuador, Frankrike, Guatemala, Haiti, Irland, Kuba, Mexiko, Nederländerna, Nya Zeeland, Nicaragua, Norge, Panama, Paraguay, Peru, Sverige, Schweiz, UK, USA, Uruguay, och Venezuela. Därtill ett antal civila organisationer, relaterade till flyktingar och judiska intressen. 

## Effekter
- Den slutgiltiga lösningen

## Sveriges delegation
Den svenska delegationen i Évian bestod av utrikesrådet Gösta Engzell och byråchefen Magnus Hallenborg vid Utrikesdepartementet samt Erik Drougge från Socialstyrelsen. Under konferensen deklarerade Engzell att Sverige endast skulle kunna ta emot ett litet antal flyktingar samt att "Judefrågan" måste lösas genom bosättning utanför Europa.